# Tizio Caio Sempronio
Tizio Caio Sempronio è un film del 1952, diretto da Marcello Marchesi, Vittorio Metz e Alberto Pozzetti.

## Trama
Roma, anni '50, lungo la passeggiata della via Appia antica, due innamorati notato la statua di un togato romano, dall'aspetto solenne. Dopo che i due ragazzi proseguono la via, la statua si anima e si presenta, illustrando il suo cursus honorum, che dà inizio alla storia del film.
Roma, I sec. a.C. Il personaggio è il console Tizio, seguace di Pompeo Magno in Siria, innamorato di Livia, figlia del mercante Caio. Tizio apprende che Pompeo è morto in congiura e Cesare è diventato il padrone di Roma, e così temendo rappresaglie, Caio vuole tutelare i suoi interessi, e impedisce che Tizio e Livia si frequentino. Invece accoglie in casa un importante seguace di Cesare: Sempronio, e immagina un matrimonio tra i due. Passa qualche tempo e Cesare cade vittima di una congiura, e il partito dei pompeiani torna alla ribalta, sicché Caio corre a chiedere perdono a Tizio, e Sempronio è costretto alla fuga per non incappare nella vendetta. Tuttavia per i torbidi che si susseguono dopo la morte di Cesare per il potere, Tizio, Caio e Sempronio finiranno in galera, ma riescono ad evadere, mentre giunge il nipote di Cesare: Ottaviano, che decide di appoggiare Sempronio come suo fedele, e futuro sposo di Livia.